# 常総市立大生小学校
常総市立大生小学校（じょうそうしりつ おおのしょうがっこう）は、茨城県常総市平町にある公立小学校。

## 概要
児童数は90名（1学年：8名、2学年：13名、3学年：17名、4学年：21名、5学年：14名、6学年：17名）（2025年度時点）。
校歌は、西條八十の作詞、森一也の作曲である。歌は3番まであり、3番には鬼怒川や小貝川などが登場する。また各番共通の箇所「その名も大生」もある。

### 教育目標
『夢をもち 豊かな心と確かな学力を身につけた、健康でたくましい 未来へはばたく児童の育成 〜人を大切にする学校づくり〜』

## 沿革
- 1961年（昭和36年）6月 - 台風6号の集中豪雨により学校が浸水[5]。
- 1969年（昭和44年）
  - 校歌および校旗を制定[6]。
  - 11月26日 - 校歌発表会を開催[6]。
- 1970年（昭和45年）7月 - プールを落成[7]。
- 1981年（昭和56年）3月 - 新校舎を落成[7][8]。
- 1982年（昭和57年）2月 - 体育館を落成[7]。
- 1985年（昭和60年） - 新プールを落成[9]。
- 1993年（平成5年）11月 - 茨城県統計グラフコンクールにて奨励校賞を受賞[10]。
- 2005年（平成17年） - 小平記念教育資金より学力向上の推進部門の優秀校として認定される[11]。
- 2014年度（平成26年度） - 地域との連携による学校の防災力強化推進モデル事業指定を受ける[2]。
- 2015年（平成27年）
  - 9月10日 - 関東東北豪雨により学校が浸水[12]。五箇小学校での合同授業を経て、11月30日より当校での授業を再開[13]。
  - 校舎を耐震改修[1]。

## 学区
学区は以下の通りである。
- 小山戸町、相野谷町、中山町、平町、十花町、東町、大崎町、箕輪町、兵町、長助町、新井木町地区

## 交通アクセス
- 関東鉄道常総線 北水海道駅下車、徒歩約26分
- JOY BUS大生小学校前下車、徒歩1分以内